# Mussaenda palawanensis
Mussaenda palawanensis är en måreväxtart som beskrevs av Elmer Drew Merrill. Mussaenda palawanensis ingår i släktet Mussaenda och familjen måreväxter. Inga underarter finns listade i Catalogue of Life.